# Ferdinand Ier de Médicis
Pour les autres membres de la famille, voir Famille de Médicis.
Pour les articles homonymes, voir Ferdinand Ier et Ferdinand.
Ferdinand Ier de Médicis (en italien : Ferdinando I de' Medici('), né à Florence le 30 juillet 1549 et mort le 3 février 1609, est un ecclésiastique et homme politique toscan.
Il est grand-duc de Toscane de 1587 à 1609, succédant à son impopulaire frère aîné François Ier de Médicis, mort empoisonné. Il marie la fille de celui-ci, sa nièce Marie de Médicis, en 1600 au roi de France Henri IV.

## Biographie

### Famille
Ferdinand Ier de Médicis est le quatrième fils de Cosme Ier de Médicis et d’Éléonore Álvarez de Tolède (1522-1562), fille du vice-roi espagnol du royaume de Naples Don Pedro Alvarez de Tolède.
Il est nommé cardinal en 1562 à 14 ans. Son frère François Ier de Médicis est grand-duc de Toscane à partir de 1574 ; gouvernant de manière despotique, piètre souverain, il fait scandale lorsqu'à la mort de sa femme en 1578, il épouse sa maîtresse Bianca Capello. La mort de François et de Bianca, les 19 et 20 octobre 1587, a longtemps été attribuée à un empoisonnement perpétré par Ferdinand, à la suite d'un dîner de chasse chez ce dernier (le certificat de décès mentionne la malaria). Ferdinand succède donc à François en 1587 à l’âge de 38 ans. À Rome, en tant que cardinal, Ferdinand a déjà fait preuve d’une habile qualité d’administrateur. Il y fait construire une villa dite « villa Médicis », dans laquelle il expose une collection d’œuvres d’art. 
Il garde son titre de cardinal, même après être devenu grand-duc, et ce, jusqu’en 1589, où il épouse, pour des raisons dynastiques, une nièce du roi Henri III de France, la princesse Christine de Lorraine, fille du duc Charles III de Lorraine et de feue Claude de France à l’occasion de festivités somptueuses. La princesse était la petite-fille préférée de la cousine du grand-duc, la reine de France Catherine de Médicis.
Le couple a 8 enfants :
- Cosme (1590-1621), qui succède à son père,
- Eléonore (1591-1617),
- Catherine (1593-1629), qui épouse le duc Ferdinand de Mantoue,
- François (1594-1614),
- Carlo (1595-1666),
- Philippe (1598-1662),
- Marie-Madeleine (1600-1633),
- Claude (1604-1648), qui épouse Frédéric Ubaldo della Rovere puis Léopold V d’Autriche, comte du Tyrol .

Il occupe avec sa famille le palais Pitti, qui était auparavant utilisé pour loger des invités officiels et pour certains événements occasionnels de la cour. Il y installe la collection d'art des Médicis.
À sa mort, en 1609, l’aîné de ses quatre fils, Cosme II de Médicis, hérite de la couronne de grand-duc à l’âge de 19 ans. Claude (1604-1648), une de ses quatre filles, épouse Frédéric Ubaldo della Rovere, duc d’Urbino.

### Règne

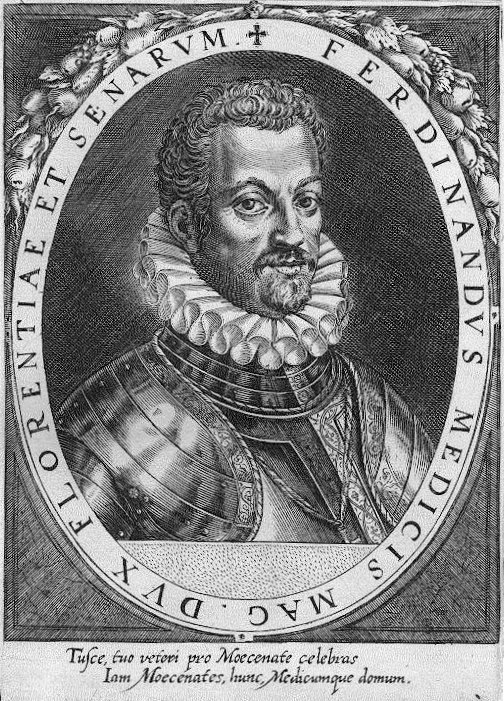
Ferdinand Ier de Médicis.

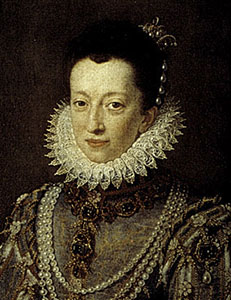
Christine de Lorraine.

À beaucoup d’égards, Ferdinand Ier est l’opposé de son frère, François Ier, qui l’a précédé. Accessible et généreux, régnant de manière douce, il rétablit un système de justice et se préoccupe véritablement du bien-être de ses sujets. Sous son règne, la Toscane retrouve l’indépendance que son frère avait abandonnée.
Ferdinand Ier encourage le commerce ; il accumule une grande fortune grâce aux banques des Médicis, implantées à travers les plus grandes villes d’Europe.  Il proclame en 1591 et 1593 les Lois livournaises, qui prévoient l'immunité, des privilèges et des exonérations en faveur des marchands, quelle que soit leur provenance, et qui garantissent également la liberté de culte et la tolérance envers les Juifs et les hérétiques. Livourne devient un asile pour les Juifs espagnols, expulsés d’Espagne en 1492, ainsi que tous les étrangers persécutés. Il accueille à sa cour Robert Dudley, fils naturel du défunt comte de Leicester, véritable expert naval qui fait du port de Livourne l’arsenal le plus moderne de toute la Méditerranée. Ferdinand améliore le port Cosimo et fait construire un canal appelé le Naviglio en déviant une partie des eaux de l’Arno, ce qui facilite grandement le commerce entre Florence et Pise. Il favorise un projet d’irrigation dans le Val di Chiana, qui permet de cultiver les terres autour de Pise et de Fucecchio et dans le Val di Nievole.
Il encourage les arts et la musique en particulier. Les fêtes de son mariage en 1589 permettent l'épanouissement d'artistes florentins. Le compositeur Jacopo Peri travaille à son service et donne les premières représentations d'opéra au tournant du siècle : le 5 octobre 1600, Euridice est créé à l'occasion du mariage de sa nièce Marie avec Henri IV. Il est le destinataire du récit de voyage autour du monde de Francesco Carletti.
Sa politique étrangère tend à libérer la Toscane de la domination espagnole, notamment en se rapprochant de la France.
Après l’assassinat d’Henri III de France en 1589, Ferdinand Ier soutient Henri IV de France dans sa lutte contre la ligue catholique. Il prête également de l’argent au roi et l’encourage à se convertir au catholicisme. Ferdinand jouera de son influence pour forcer le Pape à accepter la conversion d’Henri IV.
Malgré cette sollicitude, Henri IV n’a jamais récompensé le grand-duc pour ces services, et Ferdinand Ier s’est donc reconcentré sur son indépendance tant aimée. Il soutient néanmoins Philippe III d'Espagne dans sa campagne en Algérie et le Saint-Empire romain germanique dans sa lutte contre les Turcs. Il obtient aussi l’investiture formelle de Sienne, que son père avait conquise, et il développe fortement la flotte toscane, qui obtient des victoires contre des pirates ainsi que sur la flotte turque (notamment au cap Celidonio, le 20 octobre 1608).
Des fresques retracent ses exploits dans le palais Pitti à Florence.